# Besiberri

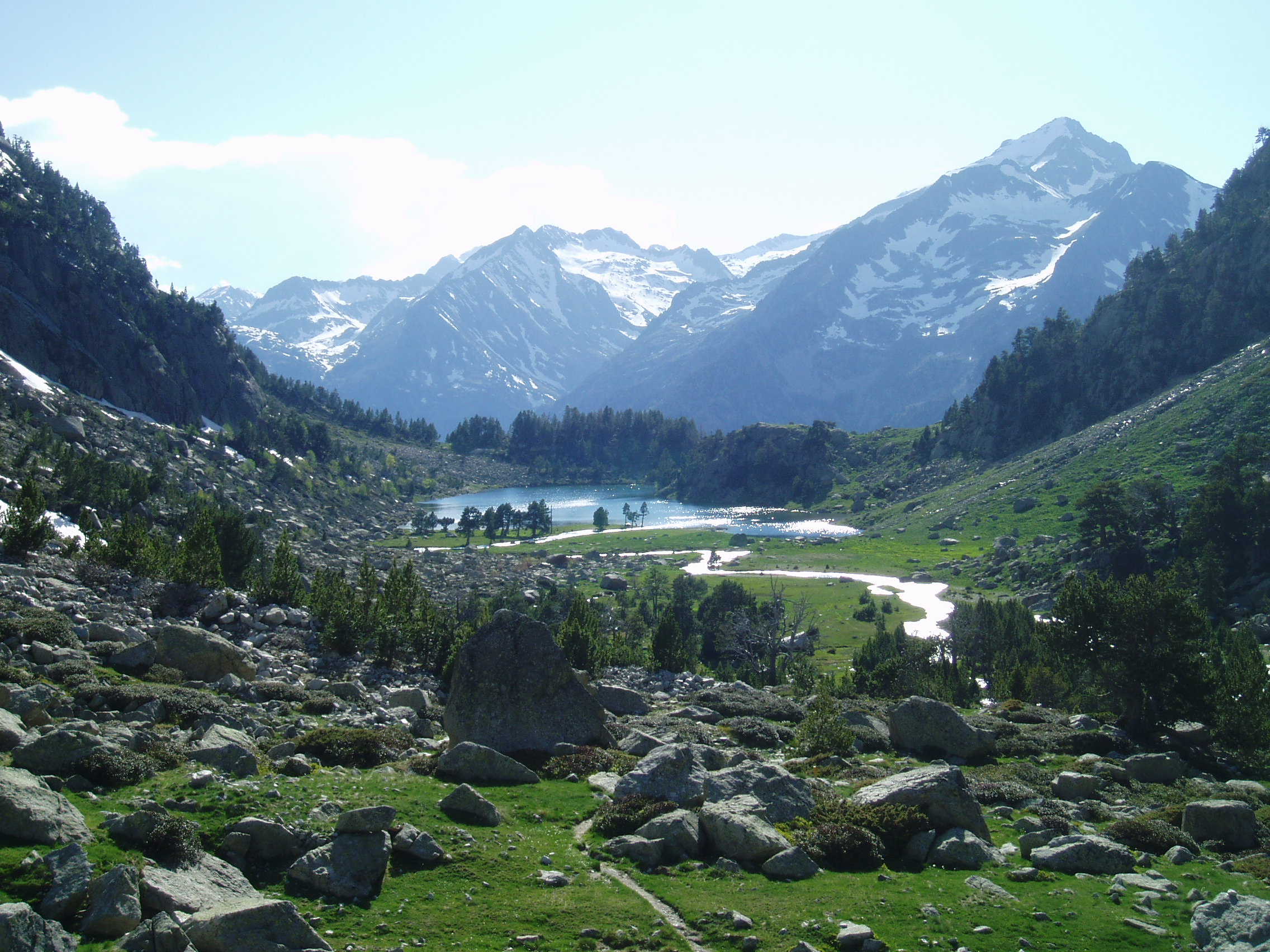
Landschap in het Besiberri-massief

Besiberri is de naam van een berg of klein bergmassief in de centrale Pyreneeën. Aangezien de staatsgrens tussen Spanje en Frankrijk hier een sprong naar het noorden maakt, ligt het massief volledig op Spaans grondgebied (regio Catalonië). De vier belangrijkste toppen van het massief zijn:de Comaloforno (3029 m), de Besiberri Sud (3024 m), de Besiberri Nord (3008 m) en de Besiberri del Mig (3003 m). De laatste drie liggen op de grens van het Nationaal park Aigüestortes i Estany de Sant Maurici. De bergtop Comaloforno ligt even ten zuiden van deze toppen en ligt volledig binnen het nationaal park. Enkel de Besiberri Nord ligt op de Europese waterscheiding tussen de Atlantische Oceaan en de Middellandse Zee. Het Val d'Aran in het noorden stroomt af naar de Garonne, terwijl het zuiden van de Besiberri naar de Ebro afwatert via de Noguera Ribagorçana.
Ten westen van het Besiberri-massief ligt het Maladeta-massief, met onder meer de Aneto, het hoogste punt van de Pyreneeën.